# Pennisetum advena
Pennisetum advena là một loài thực vật có hoa trong họ Hòa thảo. Loài này được Wipff & Veldkamp mô tả khoa học đầu tiên năm 1999.

## Hình ảnh

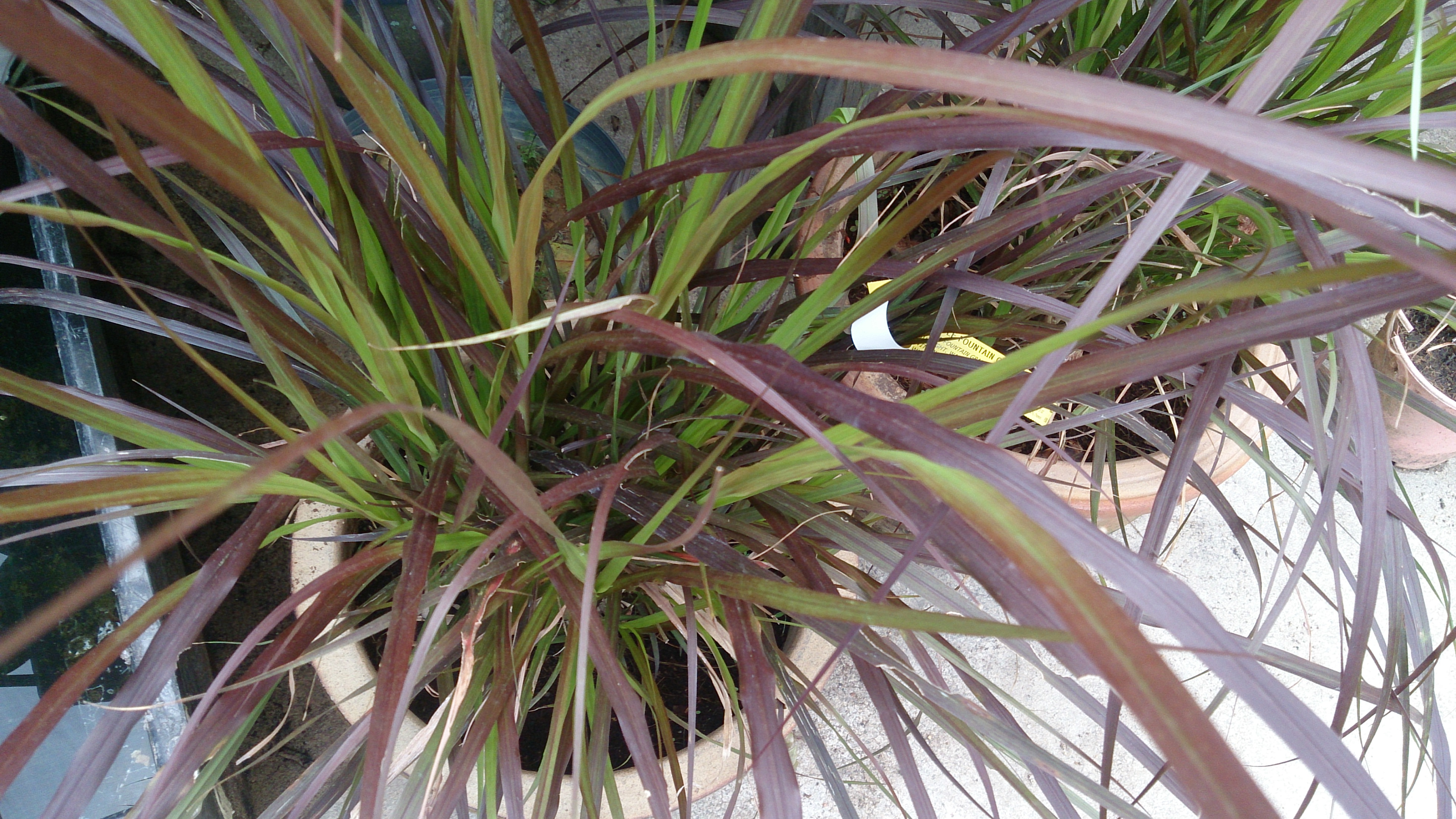
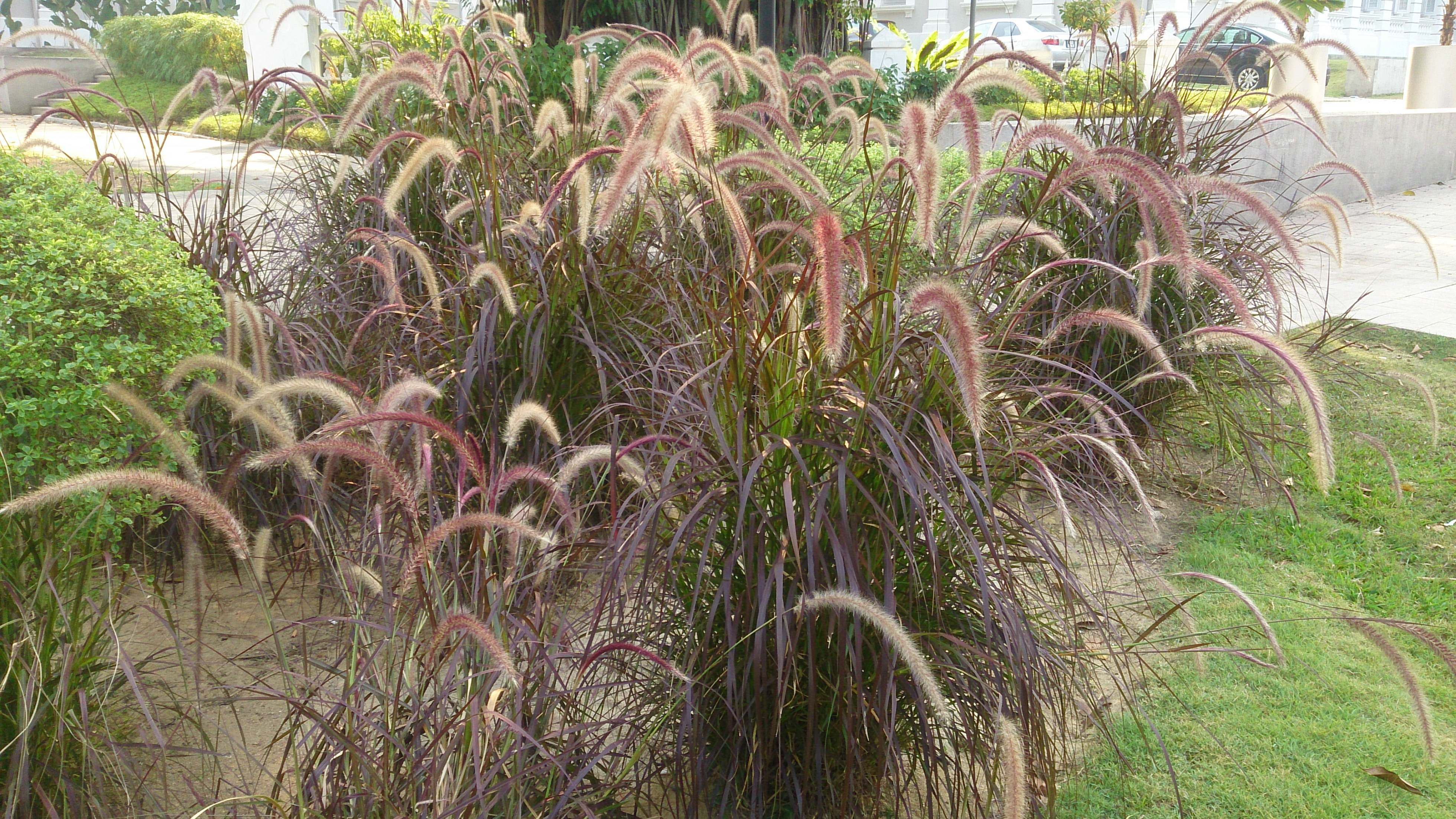